# Alfred Jørgensen (skolebestyrer)
 Der er flere personer med dette navn, se Alfred Jørgensen.
Alfred Jørgensen (født 27. april 1891 i Langsted i Verninge Sogn, død 2. juni 1958 på Haderslev Sygehus) var skolebestyrer på Christiansfeld Realskole og og politiker fra Retsforbundet. Han var medlem af Folketinget for Retsforbundet fra 1954 til sin død i 1958 og medlem af Landstinget i nogle få dage i april 1953.

## Levned
Alfred Jørgensen blev født i Langsted mellem Odense og Assens på Fyn i 1891. Hans far var boelsmand Lars Jørgensen. Han gik i folkeskole i Verninge og tog lærereksamen fra Haslev Seminarium i 1913. Han var på en uddannelsesrejse til USA 1913-1914 og så lærer ved Kirkegaards Realskole i Århus fra 1914 til 1917. Fra 1917 til 1920 var han kommunelærer i Brønderslev og i 1920 blev han bestyrer på Christiansfeld Realskole. Jørgensen videreuddannede sig med et årskursus ved Statens Lærerhøjskole 1929-1930 og studentereksamen fra Skindergades Kursus i 1930. Han var formand for Christiansfeld Oplandsbibliotek fra 1921 til 1950.

## Politik
Jørgensen var menighedsrådsmedlem i Tyrstrup Sogn fra 1938.
Han var opstillet til Folketinget for Retsforbundet i Vonsildkredsen i Vejle Amtskreds fra 1926. Han var senere også opstillet i Haderslevkredsen og Åbenråkredsen i Sønderjylland, ligesom han har været opstillet til Landstinget.
Han var formand for Danmarks Retsforbund i Haderslevkredsen fra 1939 og medlem af partiets landsstyrelse 1948-1950 og 1951-1952. Fra 1951 var han medlem af formandskabet for partiet i Sønderjylland.
Alfred Jørgensen blev medlem af Landstinget i 1953, men kun i en uge: Han indtrådte 21. april 1953 som afløser for Mads Siig Steffensen som var blevet valgt til Folketinget, og udtrådte igen ved landstingsvalget 28. april 1953 da han ikke blev genvalgt.
Han kom i Folketinget for Haderslev m.fl. amters amtskreds 14. december 1954 som afløser for Hans Hansen der var død dagen før, og blev genvalgt ved folketingsvalget i 1957. Han døde i embedet 2. juni 1958.